# Шовут
Шовут (азерб. Şovut) — село в административно-территориальном образовании Ярдымлинского района Республики Азербайджан. Соседствует с сёлами Телавар, Порсова, Жий и Хорону. В селе на данный момент официально проживает 255 человек.

## Экономика
Жители села преимущественно занимаются животноводством и растениеводством, что характерно для сёл Ярдымлинского района.

## История
Ранее село являлось частью села Телавар.
По данным посемейных списков на 1886 год Шоуть (Джумуть) отсёлок села Телавяръ.
В 1970-х годах Шовут входил в состав Телаварского сельского Совета (сельсовета) Ярдымлинского района Азербайджанской ССР.